# 파그섬

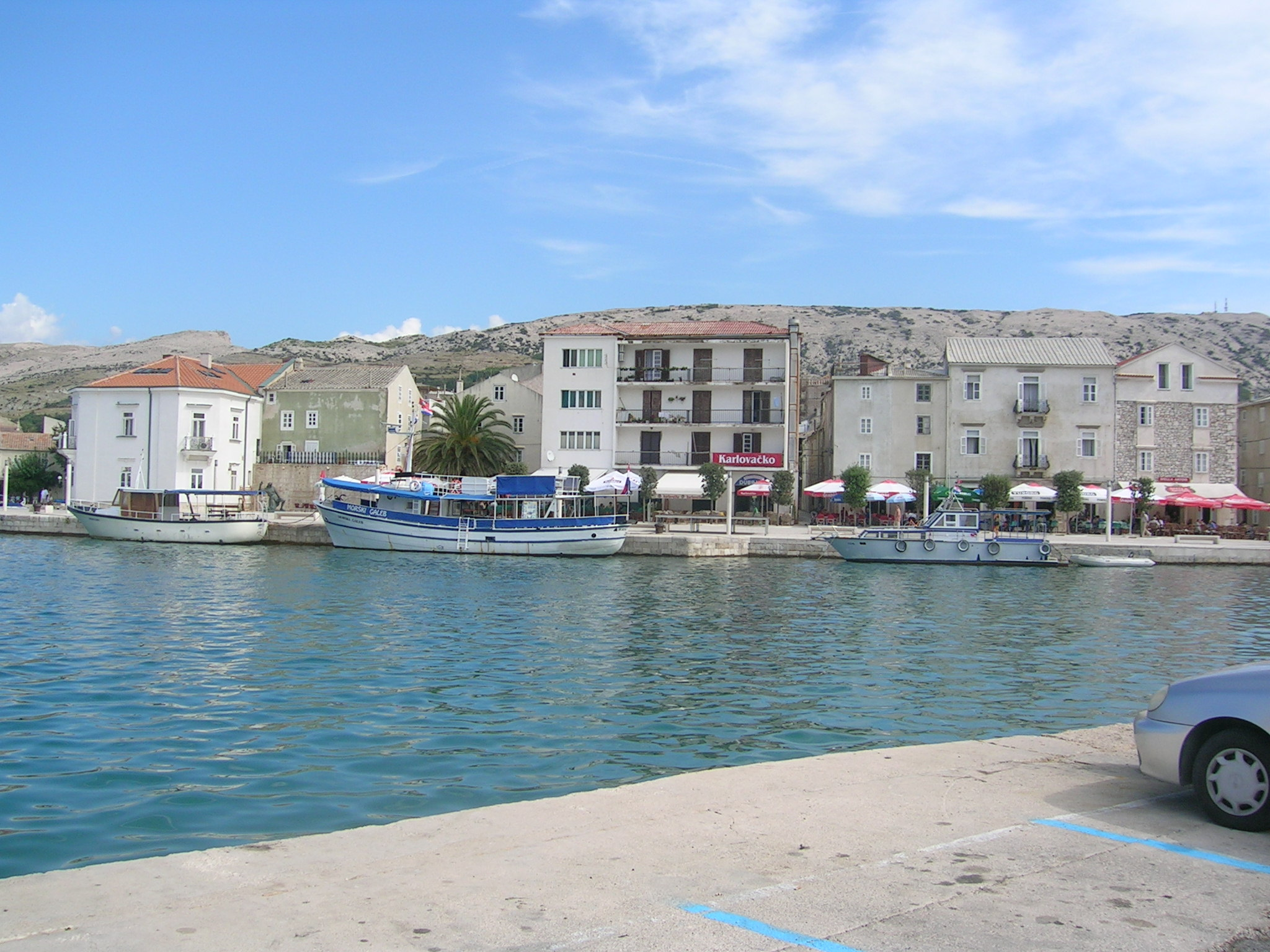
파그 항

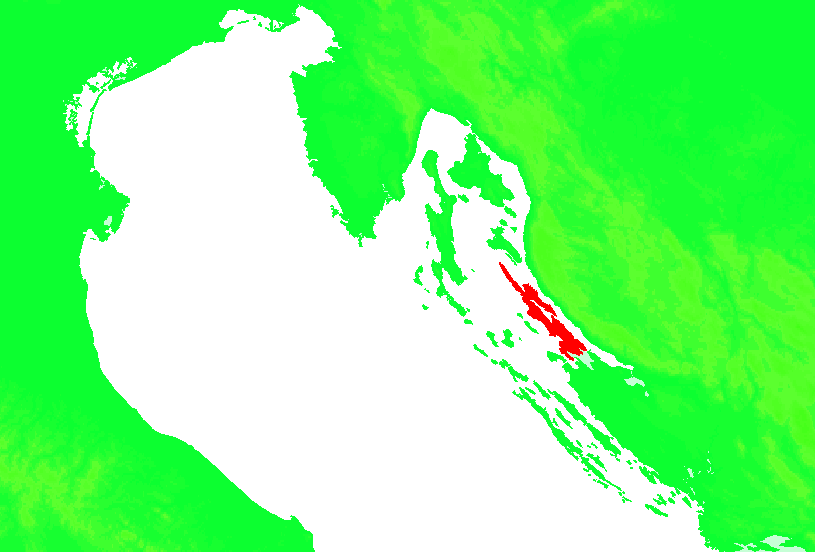
파그섬의 위치

파그섬(크로아티아어: Pag, 이탈리아어: Pago, 독일어: Baag, 라틴어: Pagus)은 아드리아해 북부에 위치한 크로아티아의 섬으로 면적은 284.56km2, 높이는 349m, 인구는 9,059명(2011년 기준), 인구 밀도는 26.13명/km2이다. 크로아티아에서 면적이 5번째로 큰 섬이다.
크로아티아에서 유일하게 2개 주에 걸쳐 있는 섬인데 섬의 북부는 리카센주, 섬의 남부는 자다르주에 속한다. 섬에서 가장 큰 도시는 파그이다. 치즈, 레이스로 유명한 섬이다.